# Rogovići
Rogovići is een plaats in de gemeente Kaštelir-Labinci in de Kroatische provincie Istrië. De plaats telt 90 inwoners (2001).